# جون كيتس
جون كيتس (بالإنجليزية: John Keats)‏ (31 أكتوبر 1795 - 23 فبراير 1821) شاعر إنكليزي أصبح واحداً من شعراء الحركة الرومانتيكية الإنكليزية المهمين في مطلع القرن التاسع عشر. خلال حياته القصيرة هوجمت أعماله من قبل نقاد الدوريات في ذلك العهد، لكن تأثيره بعد وفاته على شعراء مثل ألفرد تينيسون كان هائلاً.

## مسيرته
ولد جون كيتس في مورجيت في لندن في 31 أكتوبر لعام 1795 ووالداه هما توماس وفرانسسي جيننيغ كيتس ولا يوجد معلومة أكيدة عن مكان ولادته. لم يتمكن والداه من تحمل تكاليف مدرستي إيتون أو هارو ولذا أرسل في صيف 1803 الخارج لمدرسة جون كلارك القريبة من منزل جديه.
عاش في عائلة فقيرة جدا في لندن وأصيب بمرض السل باكرا وهو المرض الذي أودي بحياته عام 1821. وقد اعجب بالإغريق وحياهم بصفتهم ملهميه.
لم يحظ في حياته الا بالتجاهل والاحتقار من قبل النقاد والشعراء الآخرين، مات أبوه وعمره ثماني سنوات فقط، وهجرت أمه المنزل وتزوجت بعد شهرين فقط من موت زوجها ثم عادت إلى البيت بعد سنوات لكي تموت هي أيضا! وهكذا أصبح كيتس حساسا جدا بل وإلى حد المرض كما يقول العارفون به
ولم يعد يثق بالحياة ونوائبها، وأصبح يعاني من القلق الوجودي. وما كان يجد امامه الا الكلمات كعزاء. على هذا النحو أصبح كيتس شاعرا رغما عنه.

## شعره
يعتبر كيتس من شعراء المدرسة الرومانسية، ويعتبر من أهم رواد هذه المدرسة الإنكليز، رغم أن أعماله لم تنشر إلا قبل 4 سنوات من وفاته، وأن حصيلته الشعرية كانت بشكل أساسي نتاج 6 سنوات فقط. رغم أن قصائده لم تلفت نظر النقاد آنذاك، إلا أن يعتبر اليوم من أكثر الشعراء دراسة. تُعد سلسلة الأغنيات القصيرة التي كتبها كيتس اليوم تحفاً فنية، والتي ما تزال من أكثر قصائد الشعر الإنكليزي انتشاراً. تُعتبر رسائل كيتس عن نظريته الجمالية في القدرة السلبية أكثر الرسائل المُحتفى بها لأي كاتب.

## علاقاته الغرامية
تعرف كيتس على إيزابلا جونز في مايو 1817 حينما كان يمضي إجازة في قرية صغيرة قريبة من هاستنجز. وصفت إيزابلا بالجمال والموهبة وسعة الاطلاع ولم تكن من صفوة المجتمع إلا أنها كانت مقتدرة مالياً. وقد أضحت هذه الشخصية الغامضة جزاً من محيط كيتس.
لاحقاً أحب جون كيتس امرأة تدعى «فاني براون» تغنى بها في قصائد مؤلمة، وزيادة على ذلك فقد انهال عليه النقاد شتيمة واستهزاء وكان من الممكن ان يقتلوا رغبة الشعر فيه. ولكن نقدهم قوى عزيمته مثلما فعلت المصائب والمحن. كان كيتس - كما جاء بكتاب «قصائد جون كيتس» للبروفيسور جون ستراسشان أستاذ الأدب الإنجليزي - شديد الإحساس بمآسي العالم وبؤس الوضع البشري كيف لا وهو الذي عاش حياته القصيرة في المآسي والفواجع ولم يستطع ان يتزوج المرأة التي أحبها حتى درجة الجنون بسبب مرضه؟
رغم أن قصائده كانت لا عموما استحسان النقاد أثناء حياته، نمت سمعته بعد وفاته، حيث أنه في نهاية القرن التاسع عشر قد أصبحت واحدة من أكثر المحبوب من جميع شعراء اللغة الإنجليزية. كان له تأثير كبير على مجموعة متنوعة من الشعراء والكتاب. خورخي لويس بورخيس قائلا أن أول لقاء مع وكيتس التجربة الأدبية أهم من حياته

## وفاته
شهدت الأشهر الأولى من عام 1821 تراجعاً طفيفاً في المرحلة الأخيرة من اصابته بالسل. حيث بدأ كيتس بالسعال دماً ويغطيه العرق. عمل سيفيرن على تمريض بإخلاص وتفان ملاحظاً في وقت لاحق كيف كان كيتس يبكي أحياناً حين يستيقظ من نومه ويجد أنه مازال على قيد الحياة.
توفي جون كيتس في روما يوم 23 فبراير 1821 ودفن في مقبرة البروتستانت، روما. وكان طلبه الأخير أن يدفن تحت شاهدة قبر لا تحمل أي اسم أو تاريخ، فقط الكلمات التالية:
```
«هنا رفات من كتب اسمه بماء»
```

```
وقد اختلف تاريخ وفاته الرسمي عن التاريخ المدون على شاهدة القبر بفارق يوم واحد، و أضاف سيفيرن وبراون سطرين على شاهدة قبره احتجاجاً على الانتقاد الذي لاقته قصائده.
```